# Ian Shanks
Ian Alexander Shanks (22 de junho de 1948) é um cientista escocês, inventor da tecnologia por trás do glicosímetro digital em 1982, trabalhando em seu tempo livre enquanto funcionário da Unilever. Na década de 1970 realizou pesquisas significantes sobre LCDs (displays de cristal líquido), e mais tarde sobre optoeletrônica.
Obteve um bacharelado na Universidade de Glasgow. Obteve também um PhD.
Recebeu a Medalha Real de 2020.